# تشارلز كاستونجواي
تشارلز كاستونجواي هو رياضياتي كندي، ولد في 1940 في أوتاوا في كندا.